# Basileus
Basileus (grško βασιλεύς [basileús]) je grški naslov, s katerim so v preteklosti naslavljali različne monarhe. Naslov se v slovenski jezik najpogosteje prevaja kot kralj ali cesar, čeprav bi bil bolj primeren izraz suveren. Najbolj znani nosilci naslova so bili bizantinski cesarji, čeprav so tako naslavljali tudi suverene in druge oblastnike v antični Grčiji in kralje moderne Grčije. 
Ženska oblika naslova je basilisa (Βασίλισσα), basileia (Βασίλεια), basilis (Βασιλίς) ali arhaično basilinna (Βασιλίννα) in pomeni kraljico ali cesarico.

## Etimologija
Etimologija besede basileus ni jasna. Mikenska oblika besede je bila *gʷasileus (linearno B: qa-si-re-u). Pomenila je  vrsto dvornega uradnika ali lokalnega poglavarja in ne aktualnega kralja. Hipotetična zgodnejša pragrška oblika bi lahko bila *gʷatileus. Večina jezikoslovcev domneva, da beseda ni grškega izvora in da so jo v besednjak privzeli bronastodobni Grki iz pred tem obstoječega predgrškega jezikovnega  substrata vzhodnega Sredozemlja. Schindler (1976) se s to trditvijo ne strinja in trdi, da je beseda indoevropska in ne sredozemska sposojenka.

## Antična Grčija

### Izvirni pomeni, odkriti na glinastih tablicah
Prvi pisni primerek besede basileus so odkrili na žganih glinastih tablicah med izkopavanji pogorele mikenske palače. Tablice so datirane v obdobje od 15. do 11. stoletja pr. n. št.. Pisane so v linearni pisavi B, katero je leta 1952 dešifriral Michael Ventris in ustreza zelo zgodnji obliki grške pisave. Beseda basileus je zapisana kot qa-si-re-u, kar pomeni poglavarja, v enem samem primeru pa vodjo ceha obdelovalcev brona.

#### Basileus in vanaks v mikenskem obdobju
Izraz basileus je primerljiv z izrazom vanaks, ki se je v mikenskem obdobju uporabljal zlasti za kralje in je običajno pomenil »visoki kralj« ali  »(neomejen) gospodar«. Z razpadom mikenske družbe se je izraz vanaks opustil. Namesto njega se je začel uporabljati izraz basileus v množinski obliki basilei in je pomenil najvišje oblastnike v takratni grški družbi. 
V Homerjevih delih se izraz vanaks pojavlja kot  anaks, večinoma za opis Zevsa (ánax andrōn te theōn te, kralj ljudi in bogov) in zelo redkih monarhov, med katerimi je najbolj opazen Agamemnon, sicer pa se je  izraz ohranil skoraj izključno kot del osebnega imena, na primer Anaksagóras in Pleistoánaks. Izraz se v sodobni grščini še vedno  uporablja v opisih, na primer anáktoron/anáktora – anaksov prostor ali anaksov dom, se pravi kraljeva palača. Slednji izraz je enak izrazu va-na-ka-te-ro, vanákteros – ki pripada kralju - in se na tablicah v linearni pisavi B nanaša na različne obrtnike, ki so služili kralju, na primer kraljevi predilec ali rezbar slonove kosti, in stvari, ki so pripadale ali so jih ponudili kralju, na primer ratišča kopij, pšenica, začimbe, zemljišča in drugo.
Večina grških vodij v Homerjevih delih je opisanih kot basileís in se običajno prevajajo kot kralji. Bolj natančen prevod bi bil knezi (princi) ali poglavarji, saj ti nazivi  bolje odražajo stanje v takratni grški družbi in bolj ustrezajo vlogam, katere jim je pripisal Homer. Agamemnon je kot vanaks, tako kot mnogo drugim, poskušal ukazovati tudi Ahilu, medtem ko je bil nek drug basileus voznik njegovega bojnega voza. Agamemnonovih ukazov torej niso izpolnjevali avtomatsko. Pri Homerju se je pričakovalo, da vanaks vlada drugim basileusom s konsenzom in ne s prisilo, kar je razvidno iz prizora, v katerem se je Ahil ponosno in besno uprl, ko je dojel, da ga Agamemnon krivično izkorišča. 

#### Arhaični basileus
Študija Roberta Drewsa (1983) je pokazala, da se tudi na višku geometrične in arhaične grške družbe izraza basileus  ne sme avtomatsko prevajati kot kralj. V številnih plemenih je oblast predstavljal kolegij  basileis, izbranih iz posameznih klanov ali skupin.  Njihov mandat je bil časovno omejen. Naslov basileus se je lahko uporabljal tudi za dedne poglavarje »plemenskih« držav, kakršni sta bili na primer Arkadija in Mesenija. V teh primerih je naslov basileus samo približno pomenil kralja. 

### Psevdo Arhitova definicija basileusa
Pseudo Arhit v svoji razpravi O pravičnosti in zakonu piše, da je za basileusa bolj primeren prevod suveren kot kralj, ker poudarja predvsem kraljevo osebnost in ne njegovega položaja: oblast magistratov (arhontov ali arhonov) je izhajala iz njihove socialne funkcije ali položaja, medtem ko je suveren dobil svojo oblast zaradi samega sebe. Suvereni so imeli avtoriteto  (auctoritas), medtem ko so bili magistrati omejeni z imperijem (imperium).

### Klasično obdobje
V klasičnem obdobju so skoraj vse grške države odpravile dednost kraljevega položaja v korist demokratične ali oligarhične  vladavine. Izjeme so bili kralji Šparte, ki so bili hkrati pridruženi poveljniki vojske in so se  imenoval tudi arhagetai, Sirakuze, Kirene, Makedonije, Molosije v Epiru in arkadskega Orhomena.  Grki so začeli  izraz basileus uporabljati za kralje različnih barbarskih, se pravi negrških, plemen v Trakiji in Iliriji in za ahemenidske kralje Perzije. Slednje so naslavljali tudi z megas basileus ali basileus basileōn,  kralj kraljev, ki je neposreden prevod perzijskega  naslova xšāyaθiya xšāyaθiyānām. V Labadeji je obstajal tudi kult Zeusa Basileusa. Aristotel je razlikoval basileusa, katerega je omejevala zakonodaja, od neomejenega tirana (tyrannos).
V Atenah je bil archon basileus eden od devetih arhontov, magistratov, ki so jih izbrali z žrebom. Oblast antičnih atenskih kraljev so si delili archon eponymos, polemarh in basileus. Slednji je nadziral verske obrede in raziskoval umore. Njegova žena se je morala  na festivalu Antesteria obredno poročiti z Dionizom. Podobne okrnjene  položaje z nazivom basileus so poznale  tudi druge grške mestne državice.
V klasični Grčiji se avtoritativni vladarji nikoli niso  imenovali basileus, ampak arhont (archon) ali tiran (tyrannos), čeprav Aristotel opisuje Feidona Argoškega kot basileusa, ki se je kasneje spremenil v tirana.

## Aleksander Veliki
Z basileus in megas basileus so se naslavljali izključno Aleksander Veliki in njegovi helenistični nasledniki v ptolemejskem Egiptu, Aziji, na primer v Selevkidskem cesarstvu, Pergamonu in negrških državah pod grškim vplivom, na primer v Pontskem kraljestvu, ter v Makedoniji. Ženska oblika naslova, basilissa, je pomenila tako vladajočo kraljico, na primer Kleopatro VII.,  kot kraljevo soprogo. Izraz basileus je ravno v tem času dobil popolnoma kraljevski pomen, ki se je močno razlikoval od starejšega, manj dorečenega dojemanja kraljevanja v Grčiji.

## Rimljani in Bizantinci
V rimskem obdobju  se je začel v grško govorečem vzhodnem delu Sredozemlja naslov basileus skladno s helenistično tradicijo tako v vsakdanjem življenju kot v političnih govorih uporabljati za rimske cesarje. Čeprav so se prvi rimski cesarji trudili obdržati fasado republikanskih institucij in niso uradno privzeli vladarskih naslovov, uporaba naslova basileus jasno kaže, da je bilo Rimsko cesarstvo monarhija v vsem, razen po imenu. Naslov basileus kljub splošni razširjenosti ni bil uraden naslov rimskih cesarjev in se je uporabjal samo v uradnih dokumentih, povezanih z vazalnimi kralji na vzhodu. Namesto njega sta se uradno uporabljala cesarska naslova caesar augustus, preveden ali transliteriran v grščino kot kaisar sebastos ali kaisar augoustos, in imperator, preveden v autokratōr.
Od 4. stoletja se je naslov basileus kljub temu uradno uporabljal izključno za dva vladarja, katera so imeli za enaka rimskemu cesarju: sasanidskega perzijskega šahanšaha (kralja kraljev) in mnogo nižje kotirajočega kralja Aksuma, ki je bil z bizantinskega stališča obroben vladar. Naslov je s tem dobil konotacijo cesarja. Ko so začele na ruševinah Zahodnega rimskega cesarstva v 5. stoletju nastajati nave države, Grki njihovih vladarjev niso naslavljali z basileus, ampak z rex ali  rēgas, heleniziranima oblikama latinskega naslova rex (kralj).
Zanimivo je, da prva dokumentirana raba naslova basileus Rhomaíōn v uradnem kontekstu prihaja iz Perzije.  V pismu, ki ga je cesarju Mavriciju (vladal 582–602) poslal šah Kozrav II., se  Mavricij naslavlja v grščini kot basileus Rhomaíōn in ne z običajnim srednjeperzijskim kēsar-i Hrōm (cesar Rimljanov). Perzijski vladar sebe naslavlja s persōn basileus, torej z grškim ekvivalentom svojega uradnega perzijskega  naslova basileus basileōn (kralj kraljev). Zgleda, da se je naslov potem počasi vrasel v bizantinsko cesarsko tituliranje. Dokazano je, da je cesar Heraklij v pismu Kavadu II. leta 628 uporabil  novi naslov skupaj z utečenim autokratōr kaisar. 
Nazadnje so se z zakonom, ki je bil objavljen 21. marca 629, vsi latinski naslovi ukinili in se nadomestili z grškimi. Cesarja so začeli naslavljati s πιστὸς ἐν Χριστῷ βασιλεύς (pistós en Christó vasiléus), zvesti vernik, cesar po Kristusovi milosti. Uvedbo novih naslovov zgodovinarji razlagajo s takratno skoraj popolno helenizacijo cesarstva. Na cesarskih kovancih so se še naprej  uporabljale latinske oblike naslovov. Izjeme so bili srebrniki Leona III. Izavrijca (vladal 717–741), na katerih je napis basileus, in zlatniki Konstantina VI. (vladal 780–797). Naslov BASILEUS se je sprva pisal v latinici, potem pa so latinske črke postopoma zamenjavale grške. Rezultat delne zamenjave je bil na primer napis  BASIΛEVS.
Do 9. stoletja je bil pri Bizantincih naslov basileus za krščanske vladarje rezerviran izključno za njihovega cesarja v Konstantinoplu. Naslov so sprva zase uporabljali  tudi »barbarski« kralji zahodne Evrope, ki kljub temu, da so že v 6. stoletju  opustili utvaro o rimski  suverenosti nad Vzhodom, niso opustili tudi cesarskega naslavljanja. Stanje se je začelo spreminjati, ko so se zahodnoevropske države začele upirati cesarski politični nadvladi in njeni pravici do univerzalnega cesarskega naslova. Procese je pospešilo kronanje Karla Velikega za cesarja Svetega rimskega cesarstva, ki ga   je  25. decembra 800 v baziliki sv. Petra v Rimu opravil papež Leon III..  Zadevo je zakompliciralo dejstvo, da je takrat v Vzhodnem cesarstvu kot regentka za svojega sina Konstantina VI. (vladal 780-797) vladala cesarica Irena (vladala 797–802), ki je prestol nasledila po svojem pokojnem možu, cesarju Leonu IV.  (vladal 775–780). Ko je bil  Konstantin polnoleten, ga je odstavila in vladala v svojem imenu. V konfliktu, ki je sledil, je zmagala Irena. Konstantina so oslepili in ga vrgli v ječo, kjer je kmalu zatem umrl. Detomor je sprožil močno reakcijo  in prirojeno frankovsko nenaklonjenost vladavini žensk. Bizantinski prestol je bil z njihovega stališča prazen in prost za zahteve Karla Velikega. Za Ireno se pogosto trdi, da se je naslavljala z moško obliko cesarskega naslova – basileus, čeprav je v resnici uporabljala žensko obliko naslova – basilissa (cesarica).
Zahteva Karla Velikega po naslovu bizantinskega cesarja je sprožila dolgotrajna diplomatska prerekanja, ki so se končala šele leta 812, ko so Bizantinci popustili  in ga priznali za  basileusa. Bizantinski vladarji, ki so želeli poudariti, da so oni pravi nasledniki rimske krone, so začeli namesto enostavnega naslova basileus uporabljati razširjen naslov basileus Rhomaíōn (βασιλεύς Ῥωμαίων, cesar Rimljanov). Naslov je ostal uraden cesarjev naslov do konca Bizantinskega cesarstva.
V zgodnjem 9. stoletju je ponovno zaživel tudi naslov autokratōr. Po letu 912 se je začel pojavljati tudi na kovancih. Rezerviran je bil za starejšega vladajočega  cesarja med več socesarji  (symbasileis), ki je bil dejanski nosilec oblasti. Namesto tega naslova se je včasih uporabil tudi naslov megas basileus, veliki cesar.  V obdobju Paleologov se je izoblikoval doneč cesarjev nasov, ki se je glasil: »X, Kristusu Bogu zvest cesar in avtokrator Rimljanov« (Χ, ἐν Χριστῷ τῷ Θεῷ πιστὸς βασιλεὺς καὶ αὐτοκράτωρ Ῥωμαίων; Χ, en Christō tō Theō pistós basileus kai autokratōr Rhōmaíōn).
Kasneje so naslov privzeli tudi nemški cesarji in se naslavljali z »basileus Frankov«. Bizantinske cesarje so naslavljali s »cesar Grkov«, kar je v 10. stoletju povzročilo več diplomatskih sporov. Podoben diplomatski spor, ki je tokrat prerasel v vojno,  je izbruhnil v zgodnjem 10. stoletju zaradi imperialističnih teženj Simeona I. Bolgarskega. Simeon je poskušal osvojiti Konstantinopel, vendar mu to ni uspelo in  je od Bizantincev dobil samo priznanje naslova »basileus Bolgarov«. Od 12. stoletja se je začel naslov vedno bolj pogosto uporabljati, čeprav ponovno neuradno, za močne suverene, kakršna sta bila kralja Francije in Sicilije, carje obnovljenega bolgarskega cesarstva  ter latinske in trabzonske cesarje. Uporabljal se je tudi za močne nekrščanske vladarje, med njimi za Timurlenka in  sultana  Mehmeda II.. Leta 1354 je cesarski naslov privzel tudi srbski kralj Stefan Dušan. Naslavljal se je z basileus in autokratōr Rimljanov in Srbov.

## Nova zaveza in Jezus Kristus
V tem obdobju so rimske cesarje naslavljali s kaisar augustos (Luka 2:1) ali preprosteje kaisar, Poncija Pilata s  hegemon, Heroda pa basileus. Na njegovih kovancih je napis Basileōs Herodou,  kralj Herod.
Po  Jezusu  je izraz basileus dobil tudi krščanski  teološki pomen, povsem drugačen od tistega v helenističnem obdobju. Jezusa so začeli naslavljati z basileus tōn basileōn (kralj kraljev, Matej 28:18), kot  so pred tem naslavljali vladarje na Vzhodu,  basileus tōn ouranōn (kralj nebes) in basileus tōn Ioudaiōn (kralj Judov, INRI). V bizantinski umetnosti se je Jezus običajno  naslavljal z  basileus tēs doxēs, blaženi ali veličastni kralj, izraz izhaja iz Psalmov 24:10 in 1 Korinčanom 2:8.

## Sodobna Grčija
V pobizantinskem obdobju je izraz basileus med  ponovno oživljenim  vplivom klasičnih piscev dobil svoj prvotni pomen kralj. Pretvorba se je v neformalni rabi začela že v delih nekaterih klasicističnih bizantinskih avtorjev. Na Londonski konferenci leta 1832 so se Velike sile (Združeno kraljestvo Velike Britanije in Severne Irske , Julijsko francosko kraljestvo in carska Rusija) dogovorile, da mora biti nova grška država monarhija. Za njenega prvega kralja so izbrale vitelsbaškega princa Otona Bavarskega. 
Velike sile so se tudi dogovorile, da bo njegov uradni naslov  Βασιλεὺς τῆς Ἑλλάδος, kralj Grčije, in ne Βασιλεὺς τῶν Ἑλλήνων, kralj Grkov. Naslov je imel dva globlja pomena:   Oton je postal kralj samo majhnega Grškega kraljestva in ne vseh Grkov, katerih večina je bila še vedno v Osmanskem cesarstvu, in drugič, kraljestvo ni bilo odvisno od volje grškega ljudstva, kar so posebej poudarili s frazo ἐλέῳ Θεοῦ, se pravi po milosti Božji. Oton je do revolucije 3. septembra 1862 vladal kot absoluten monarh. Njegova avtokratska vladavina se je nadaljevala tudi potem, ko so ga prisilili, da je sprejel ustavo, zato je bil zelo nepriljubljen. Po njegovi odstavitvi leta 1862 je grški prestol prešel na dansko dinastijo Schleswig-Holstein-Sonderburg-Glücksburg in kralja Jurija I. . Da bi poudarili njegovo neodvisnost od Velikih sil in ustavno odgovornost do grškega prebivalstva, so njegov naslov spremenili v kralj Helenov, ki je ostal uraden naslov grških kraljev do ukinitve Grškega kraljestva leta 1974.
Zanimivo je, da sta se dva grška kralja imenovala Konstantin. Ime je imelo velik čustven in simboličen pomen, predvsem v iredentističnem kontekstu Megali Idee. Kralja sta se pogosto, čeprav nikoli uradno, štela kot neposredna naslednika zadnjega bizantinskega cesarja Konstantina XI., se pravi kot Konstantin XII.  in Konstantin XIII.. 